# Ivan Smith
Ivan Smith é um matemático britânico, que trabalha com topologia simplética. É professor da Universidade de Cambridge.

## Vida
Smith estudou na Universidade de Oxford, onde obteve em 1999 um doutorado, orientado por Simon Donaldson, com a tese Symplectic Geometry of Lefschetz Fibrations.
Recebeu o Prêmio Whitehead de 2007, por seu trabalho sobre topologia simplética e o Prêmio Adams de 2013

## Publicações selecionadas
- com R. P. Thomas, Shing-Tung Yau: Symplectic conifold transitions, J. Diff. Geom., Volume 62, 2002, p. 209–242
- com Kenji Fukaya, Paul Seidel: Exact Lagrangian submanifolds in simply-connected cotangent bundles, Invent. Math., Volume 172, 2008, p. 1–27.
- com Denis Auroux: Lefschetz pencils, branched covers and symplectic invariants. In: Symplectic 4-manifolds and algebraic surfaces (Cetraro, 2003), Lect. Notes in Math. 1938, Springer, 2008, 1-53, Arxiv
- com Mohammed Abouzaid: Homological mirror symmetry for the 4-torus, -Duke Math. J., Volume 152, 2010, p. 373–440, Arxiv
- Floer cohomology and pencils of quadrics, Inventiones Mathematicae, Volume 189, 2012, p. 149–250, Arxiv
- A symplectic prolegomenon, Bulletin AMS, Volume 52, 2015, p. 415–464, Online
- Quiver algebras as Fukaya categories, Geom. Topol., Volume 19, 2015, 2557-2617, Arxiv
- com Mohammed Abouzaid: Khovanov homology from Floer cohomology, Arxiv 2015
- com Mohammed Abouzaid: The symplectic arc algebra is formal, Duke Math. J., Volume 165, 2016, p. 985–1060,  Arxiv